# Caerois gerdrudtus
Caerois gerdrudtus är en fjärilsart som beskrevs av Fabricius 1793. Caerois gerdrudtus ingår i släktet Caerois och familjen praktfjärilar. Inga underarter finns listade i Catalogue of Life.